# Protónium
A protónium olyan egzotikus atom, mely egy protonból és egy antiprotonból tevődik össze.
Az anyag és az antianyag találkozása általában heves reakcióval végződik – a két részecske szétsugárzódik. Bizonyos körülmények között átmenetileg (milliszekundum nagyságrendű ideig) létrejöhet a proton és antiproton kombinációja.

## Előállítása
Genfi fizikusok a CERN-ben 2002-ben végzett ATHENA (ApparaTus for High precision Experiment on Neutral Antimatter) kísérlet eredményét utólag áttekintve 2006-ban fedezték fel, hogy korábbi munkájuk „melléktermékeként” protónium is létrejött. A kísérlet során antiprotonokat és pozitronokat helyeztek egy „mágneses kalitkába”. A részecskék egy része antihidrogénné kombinálódott. Ez volt a kísérlet eredeti célja.
Protóniumot korábban is állítottak elő, de ez csak heves részecskeütköztetések révén sikerült.

## Tulajdonságai
A protónium egy elektromosan semleges bozon, barionszáma nulla. Az elektromos semlegesség miatt a mágneses tér nincs hatással rá, így mágneses csapdába sem lehet bezárni. Vákuumban keletkezése után kb. egy métert haladhat az annihilációjáig.
Élettartama 0,1 és 10 ms közé tehető. A hidrogénatomban a protont az elektronnal összetartó Coulomb-erő helyett a protóniumban az erős kölcsönhatás dominál.